# 涅恰河
涅恰河是俄羅斯的河流，屬於科雷馬河的右支流，河道全長55公里，流域面積約409平方公里，河水主要來自融雪和雨水，每年十月至翌年五月結冰。